# Cidaphus areolatus
Cidaphus areolatus là một loài tò vò trong họ Ichneumonidae.